# Telururo de bario
El telururo de bario es un compuesto químico inorgánico, del grupo de las sales, que está constituido por aniones de teluro {\displaystyle {\ce {Te^2-}}} y cationes de bario (2+) {\displaystyle {\ce {Ba+}}}, cuya fórmula química es {\displaystyle {\ce {BaTe}}}.

## Propiedades
El telururo de bario tiene una densidad de 5,130 g/cm³ y su punto de fusión es de 2070±10 °C.

## Preparación
Se puede preparar calentando a 750 °C telurio y bario en proporciones estequiométricas según la reacción:
{\displaystyle {\ce {Ba + Te -> BaTe}}}